# Frederick Hervey, IV marchese di Bristol
Frederick William Fane Hervey, IV marchese di Bristol (Dresda, 8 novembre 1863 – 24 ottobre 1951), è stato un politico e ammiraglio britannico.

## Biografia
Era il figlio di Augustus Hervey, figlio di Frederick Hervey, II marchese di Bristol, e di sua moglie, Mariana Hodnet.
Frequentò la Tonbridge School e la Eastman's Royal Naval Academy, prima di salire sulla HMS Britannia, come cadetto nel gennaio 1877.

## Carriera
Nell'agosto del 1901 fu nominato comandante dell'incrociatore HMS Prometheus. Fu promosso a capitano il 31 dicembre 1901, e più tardi divenne ammiraglio. Si ritirò dal servizio attivo nel maggio 1911.
Hervey venne eletto alla elezioni generali nel gennaio 1906 come membro del Parlamento per il collegio di Bury St Edmunds, ma si dimise nel mese di agosto dell'anno successivo, quando succedette allo zio. In seguito divenne presidente del West Suffolk County Council (1915-1934).

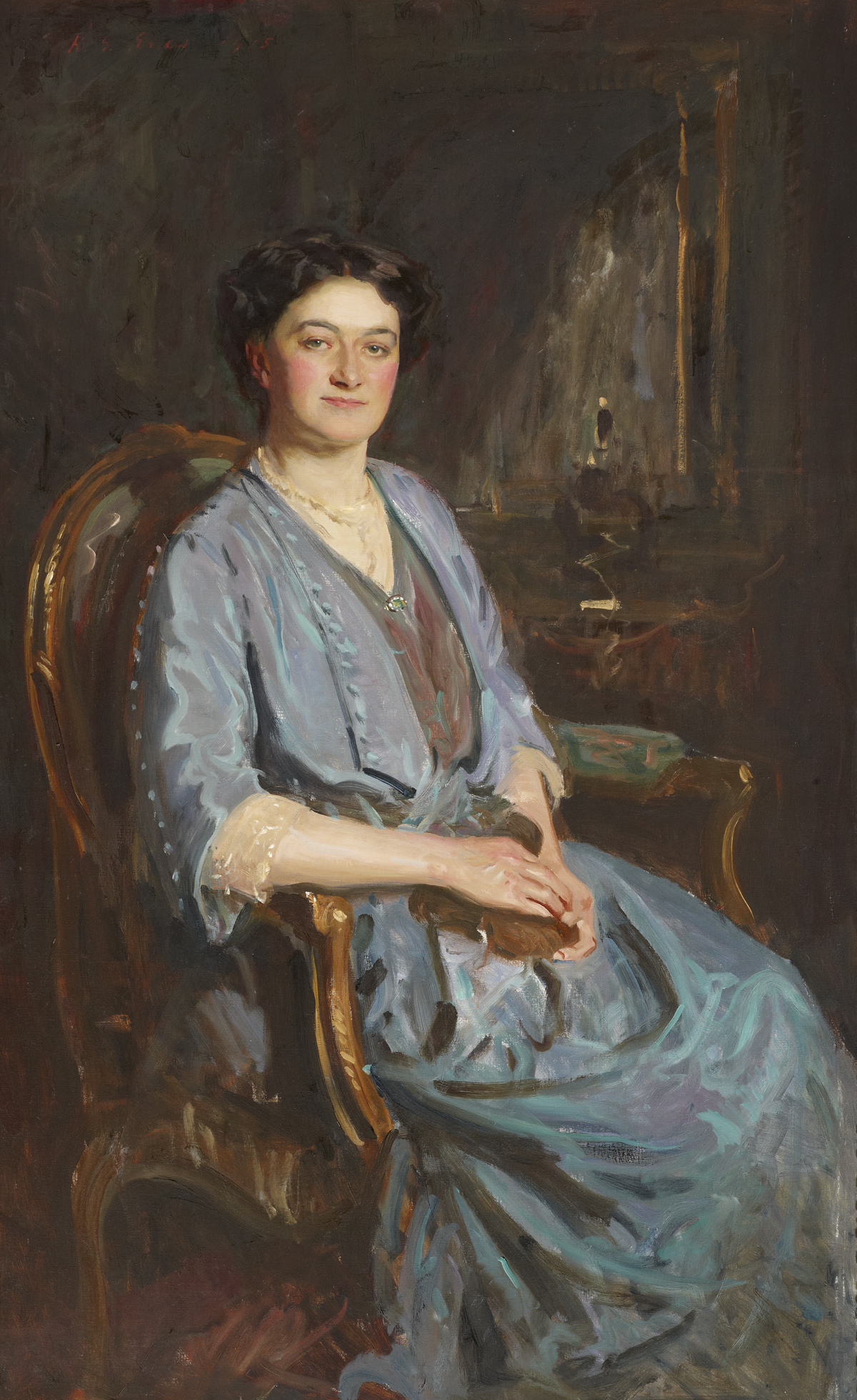
Alice Frances Theodora Wythes nel 1915

## Matrimonio
Sposò, il 6 dicembre 1896, Alice Frances Theodora Wythes (?-15 settembre 1957), figlia di George Wythes. Ebbero due figlie:
- Lady Marjorie Hervey (16 ottobre 1898-22 novembre 1967)[4], sposò John Erskine, Lord Erskine, ebbero quattro figli;
- Lady Phyllis Hervey (30 novembre 1899-?), sposò il capitano John MacRae, ebbero una figlia.

## Ascendenza
|                                          |   |                                 | Genitori                              |  |  | Nonni |  |  | Bisnonni                                |  |  | Trisnonni                             |  |
|                                          |   |                                 |                                       |  |  |       |  |  | Frederick Hervey, I marchese di Bristol |  |  | Frederick Hervey, IV conte di Bristol |  |
|                                          |   |                                 |                                       |  |  |       |  |  | Frederick Hervey, I marchese di Bristol |  |  | Frederick Hervey, IV conte di Bristol |  |
|                                          |   | Elizabeth Davers                |                                       |  |  |       |  |  | Frederick Hervey, I marchese di Bristol |  |  |                                       |  |
| Frederick Hervey, II marchese di Bristol |   |                                 |                                       |  |  |       |  |  | Frederick Hervey, I marchese di Bristol |  |  |                                       |  |
|                                          |   | Elizabeth Albana Upton          | Clotworthy Upton, I barone Templetown |  |  |       |  |  |                                         |  |  |                                       |  |
|                                          |   | Elizabeth Albana Upton          | Clotworthy Upton, I barone Templetown |  |  |       |  |  |                                         |  |  |                                       |  |
|                                          |   | Elizabeth Albana Upton          | Elizabeth Boughton                    |  |  |       |  |  |                                         |  |  |                                       |  |
| Augustus Hervey                          |   | Elizabeth Albana Upton          |                                       |  |  |       |  |  |                                         |  |  |                                       |  |
|                                          |   | John Manners, V duca di Rutland | Charles Manners, IV duca di Rutland   |  |  |       |  |  |                                         |  |  |                                       |  |
|                                          |   | John Manners, V duca di Rutland | Charles Manners, IV duca di Rutland   |  |  |       |  |  |                                         |  |  |                                       |  |
|                                          |   | John Manners, V duca di Rutland | Mary Somerset                         |  |  |       |  |  |                                         |  |  |                                       |  |
| Katherine Manners                        |   | John Manners, V duca di Rutland |                                       |  |  |       |  |  |                                         |  |  |                                       |  |
|                                          |   | Elizabeth Howard                | Frederick Howard, V conte di Carlisle |  |  |       |  |  |                                         |  |  |                                       |  |
|                                          |   | Elizabeth Howard                | Frederick Howard, V conte di Carlisle |  |  |       |  |  |                                         |  |  |                                       |  |
|                                          |   | Elizabeth Howard                | Margaret Leveson-Gower                |  |  |       |  |  |                                         |  |  |                                       |  |
| Frederick Hervey, IV marchese di Bristol |   | Elizabeth Howard                |                                       |  |  |       |  |  |                                         |  |  |                                       |  |
|                                          | … | …                               |                                       |  |  |       |  |  |                                         |  |  |                                       |  |
|                                          | … | …                               |                                       |  |  |       |  |  |                                         |  |  |                                       |  |
|                                          | … | …                               |                                       |  |  |       |  |  |                                         |  |  |                                       |  |
| William Patrick Hodnett                  | … |                                 |                                       |  |  |       |  |  |                                         |  |  |                                       |  |
|                                          |   | …                               | …                                     |  |  |       |  |  |                                         |  |  |                                       |  |
|                                          |   | …                               | …                                     |  |  |       |  |  |                                         |  |  |                                       |  |
|                                          |   | …                               | …                                     |  |  |       |  |  |                                         |  |  |                                       |  |
| Mariana Hodnett                          |   | …                               |                                       |  |  |       |  |  |                                         |  |  |                                       |  |
|                                          |   | …                               | …                                     |  |  |       |  |  |                                         |  |  |                                       |  |
|                                          |   | …                               | …                                     |  |  |       |  |  |                                         |  |  |                                       |  |
|                                          |   | …                               | …                                     |  |  |       |  |  |                                         |  |  |                                       |  |
| Maria Keeffe Pearson                     |   | …                               |                                       |  |  |       |  |  |                                         |  |  |                                       |  |
|                                          |   | …                               | …                                     |  |  |       |  |  |                                         |  |  |                                       |  |
|                                          |   | …                               | …                                     |  |  |       |  |  |                                         |  |  |                                       |  |
|                                          |   | …                               | …                                     |  |  |       |  |  |                                         |  |  |                                       |  |
|                                          |   | …                               |                                       |  |  |       |  |  |                                         |  |  |                                       |  |